# Gedenkstein Heidenkönig
Der Gedenkstein Heidenkönig ist ein Baudenkmal aus dem 19. Jh. auf einem Hügelgrab in der Strackeloh im mittelhessischen Staufenberg.

## Lage
Der Gedenkstein steht auf dem Strackeloh, einer Erhebung, ca. 6 km nordöstlich von Staufenberg gelegen.

## Geschichte
Die Legende des Heidenkönigs ist eng mit der Region um Staufenberg verbunden. Es wird erzählt, dass ein heidnischer König in vergangenen Zeiten die Gegend beherrschte und von seiner Festung auf dem Hügel Strackeloh aus regierte. Sein Reich soll sich über weite Teile des heutigen Mittelhessens erstreckt haben.
Um dieser Legende und der historischen Bedeutung des Ortes gerecht zu werden, wurde der Gedenkstein des Heidenkönigs errichtet. Man geht davon aus, dass er im späten 19. oder frühen 20. Jahrhundert errichtet wurde.

## Beschreibung
Der Gedenkstein ist aus Londorfer Basaltlava gefertigt und trägt folgende Inschrift: „Hier ruht der stolze / Heidenkönig / der dem Glauben / seiner Väter treu / für seine grossen / alten Götter fiel / und in Walhalla / einging“.